# Вежога
Вежога (устар. Вежега) — река в России, течёт по территории Лешуконского района Архангельской области. Правый приток реки Низьма. Длина реки составляет 20 км.

## Данные водного реестра
По данным государственного водного реестра России относится к Двинско-Печорскому бассейновому округу, водохозяйственный участок реки — Мезень от истока до водомерного поста у деревни Малонисогорская. Речной бассейн реки — Мезень.
Код объекта в государственном водном реестре — 03030000112103000045234.